# Robert Ouko
Pour les articles homonymes, voir Robert Ouko (athlète).
Robert John Ouko, né le 31 mars 1931 et mort assassiné le 12 février 1990, est un homme politique kényan. Il fut chargé de différents portefeuilles ministériels dans les gouvernements de Daniel arap Moi entre 1979 et 1990.

## Jeunes années et études
Robert Ouko naît le 31 mars 1931 à Nyahera près de Kisumu et est de la tribu luo. Il suit l'enseignement primaire à l'Ogada Primary School et à la Nyang’ori School. Il entreprend ensuite des études au Siriba Teachers Training College et devient instituteur d'école primaire.
En 1955, il obtient le poste d'inspecteur des impôts de Kisii dans le district de South Nyanza tout en poursuivant des études par correspondance pour obtenir son certificat en éducation (PGCE) de la Cambridge School. Ce certificat lui ouvre les portes de l'université d'Addis Abeba en Éthiopie où il étudie entre 1958 et 1962 pour en sortir avec une maîtrise en administration publique, sciences économiques et science politique. En 1962, il rentre à la faculté de sciences sociales de l'université Makerere en Ouganda et obtient un diplôme en Relations internationales et diplomatie.

## Vie politique
Peu avant l'indépendance du Kenya en 1963, il travaille comme secrétaire adjoint au bureau du gouverneur britannique Sir Patrick Muir Renison. En décembre, il devient secrétaire permanent du nouveau ministère du Travail kényan.
En 1969, il devient ministre des Finances et de l'Administration de la Communauté d'Afrique de l'Est jusqu'à l'effondrement de cette dernière en 1977. Il devient alors membre du Parlement kényan et obtient le portefeuille de ministre de l'Économie, du Plan et des Affaires sociales dans le gouvernement de Daniel Arap Moi
Aux élections nationales de 1979, il est élu comme représentant de la circonscription électorale de Kisumu rural et nommé ministre des Affaires étrangères. Il est réélu en 1983 comme représentant de la même circonscription et nommé ministre du Travail.
En 1987, le Kenya crée un nouveau ministère, celui de l'Industrie et le poste de ministre est dévolu à Robert Ouko. Il est à nouveau élu parlementaire mais, cette fois, pour la circonscription de Kisumu Town (circonscription actuellement scindée en Kisumu Town West et Kisumu Town East) et retrouve son portefeuille de ministre des Affaires étrangères et de la coopération internationale jusqu'au jour de son assassinat.

## Derniers jours
Le 4 février 1990, Robert Ouko revient à Nairobi d'un voyage aux États-Unis avec le président Moi où ils ont rencontré le président George H. W. Bush. Le 4 février, il a une réunion avec le président de la République puis rencontre l'ambassadeur du Japon et le haut-commissaire du Canada avant de prendre une pause de quelques jours pour visiter sa famille à Koru préalablement à une mission en Gambie.
Lors d'une conversation téléphonique avec son épouse Christabel (qui se trouve à ce moment-là à Nairobi), il annonce à cette dernière qu'un véhicule de la police du district de Kisumu viendra le prendre en charge le lendemain, soit le 12 février, à la propriété familiale et l'emmener à l'aéroport de Kisumu pour son retour à Nairobi. Ne le voyant pas arriver, son épouse reprend contact avec lui pendant la soirée du 12. Robert Ouko informe son épouse que le véhicule de la police le conduira à Kisumu le lendemain. Ce fut leur dernière conversation.

## Décès

### Assassinat
Pendant la nuit du 12 février 1990, Robert Ouko disparaît de sa propriété de Koru près de Muhoroni. Son corps est retrouvé, sans vie, sur la colline voisine de Got Alila le 16 février par un gardien de troupeau nommé Joseph Shikuku. Le corps est mutilé et en partie brûlé. À ses côtés se trouvent un révolver, un jerrican, une veste en cuir, une torche et une longue arme blanche. La nouvelle du crime conduit à des émeutes à Nairobi.

### Enquête
Le rapport initial de la police suggère que Robert Ouko s'est suicidé. Il est cependant devenu rapidement évident qu'il fut torturé et tué par balle avant que l'on tente de brûler son corps.
La pression publique pousse le président Daniel arap Moi à résoudre l'affaire. Ainsi, en octobre 1990, le président nomme le Juge Johnson Evan Gicheru pour enquêter et demande également l'aide de Scotland Yard qui adjoint au juge deux enquêteurs, dont le uperintendant John Troon.
Des employés du domicile du ministre ont remarqué une voiture blanche (certains parlent d'une Land Rover) stationnant devant la grille, d'autres témoins parlent du bruit d'un hélicoptère. L'enquête, terminée en 1991, n'apporte cependant aucune certitude et aucun rapport final. Plusieurs hauts-fonctionnaires sont arrêtés et interrogés. Il en est ainsi pour le ministre de l'Énergie Nicholas Biwott et le chef de la sécurité intérieure Hezekiah Oyugi. Tous deux sont libérés après quinze jours, faute de preuves. Les enquêteurs de Scotland Yard subissent pressions sur pressions. Quant au commissaire régional Jonas Anguka, seul accusé retenu, il est jugé pour le meurtre en 1992 et acquitté pour faute de preuves. Après sa libération, Jonas Anguka s'exile rapidement aux États-Unis car craignant pour sa vie. Il écrit un livre appelé Absolute Power (Le pouvoir absolu) niant sa participation dans le meurtre. Le professeur et historien Atieno Odhiambo (1946–2009) de l'université de l'Ohio tente d'apporter un éclairage avec son livre The Risks of Knowledge: Investigations into the Death of the Hon. Minister John Robert Ouko in Kenya, 1990,
Les investigations ont suggéré qu'Ouko avait établi un rapport écrit sur la corruption au sein du gouvernement kényan ayant, entre autres, pour conséquence le refus du pouvoir central de rouvrir une usine de production de mélasse à Kisumu. Ce rapport n'a jamais été trouvé ce qui peut laisser supposer qu'il a été assassiné pour détruire les résultats de ce rapport.
En mars 2003, le gouvernement nouvellement élu de Mwai Kibaki ouvre une nouvelle enquête sur la mort de Robert Ouko en créant une commission d'enquête parlementaire. Après examen, le nouvel interrogatoire de Nicholas Biwott, l'évidence des faits reportés par l'enquête menée par Stocland Yard entre 1990 et 1991 et le témoignage de Christabel (la veuve d'Ouko), cette commission ne peut que, en 2005, sommer l'ancien Président Daniel Arap Moi de s'expliquer, mais sans réaction positive de ce dernier.

## Vie privée
Robert Ouko avait un frère appelé Barack Mbaja. Il était marié depuis 1965 à Christabel avec qui il eut sept enfants. Une fille est aussi née en mai 1983 de la relation extra-conjugale qu'il a entretenu jusqu'à sa mort avec Herine Violas Ogembo.
Au moment de son assassinat, il venait de terminer sa thèse qu'il devait présenter quatre mois plus tard à l'université de Nairobi dans le but d'obtenir un doctorat en philosophie (PhD).

## Récompenses
- En 1971, docteur honoris causa de la Pacific Lutheran University de Seattle.

## Mémoire
- En 2009, la construction, à Koru, d'une bibliothèque portant son nom a été initiée[9].